# Slayer
Slayer ([ˈsleɪə], с англ. — «Убийца») — американская метал-группа, созданная гитаристами Джеффом Ханнеманом и Керри Кингом в Хантингтон-Парке, штат Калифорния, в 1981 году; наряду с Ханнеманом и Кингом первую инкарнацию коллектива, ставшую классической, составили басист и вокалист Том Арайя и ударник Дэйв Ломбардо. Группа возглавила музыкальное движение американского трэш-метала в 1986 году после выпуска своего альбома Reign in Blood, который считается лучшим достижением группы и «классикой трэш-метала». Вместе с группами Metallica, Megadeth и Anthrax Slayer входит в «большую четвёрку трэш-метала».
Характерные черты музыки Slayer — быстрый темп, скоростные гитарные соло и тремоло, кричащий вокал. Тематика оформления альбомов и тексты песен группы связаны со смертью, адом, сатанизмом, насилием, войной, серийными убийцами, геноцидом и зачастую носят антирелигиозный характер, за что группу очень жёстко критиковали религиозные деятели и простые слушатели. По тем же причинам выпуск альбомов Slayer задерживался, а их продажа запрещалась во многих странах мира.
За свою карьеру группа выпустила двенадцать студийных альбомов (четыре из которых получили статус «золотых» в США), два мини-альбома, два концертных альбома, четыре DVD, один бокс-сет и двадцать два сингла. Группа четыре раза номинировалась на премию «Грэмми», получив приз в 2007 году (за песню «Eyes of the Insane») и в 2008 году (за песню «Final Six»). Коллектив также являлся хедлайнером многочисленных музыкальных фестивалей, включая Ozzfest, Hellfest Summer Open Air, Gods of Metal, Tuska Open Air и Mayhem Festival.
После более чем тридцати лет гастролей и записей в январе 2018 года Slayer объявили о прощальном туре, который стартовал в мае того же года и закончился в ноябре 2019 года, а после этого последовал роспуск.
21 февраля 2024 года Slayer воссоединились в прежнем составе, были анонсированы два выступления в Чикаго и Луисвилле.

## История

### Ранний период (1981—1982)

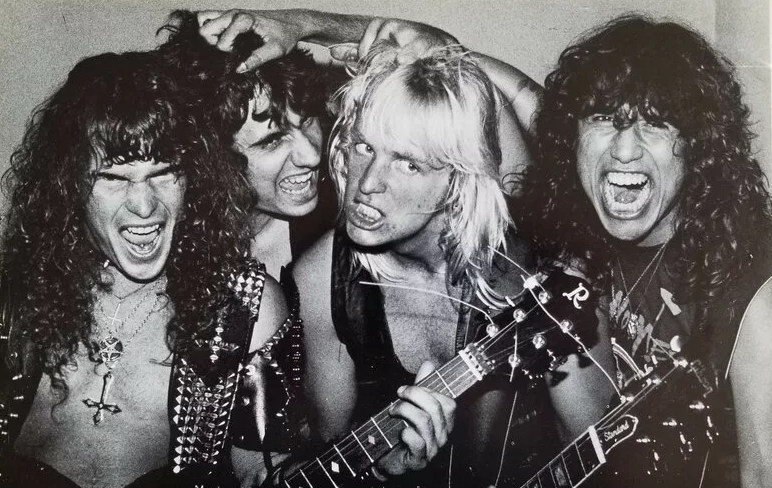
Slayer в 1983 году. Слева: Керри Кинг, Дэйв Ломбардо, Джефф Ханнеман и Том Арайа.

Группа Slayer была образована в 1981 году, когда гитаристы Керри Кинг и Джефф Ханнеман встретились во время прослушивания для участия в группе Ledger. В тот день два музыканта разговорились, а когда Джефф ещё и сыграл отрывки композиций Iron Maiden и Judas Priest, Керри сильно удивился и предложил создать собственную группу. На место бас-гитариста дуэт пригласил Тома Арайа, который до этого играл в другой группе вместе с Кингом. Барабанщик Дэйв Ломбардо был принят в состав после того, как во время выполнения одного из заказов (он работал разносчиком пиццы) встретился с Керри Кингом, который рассказал ему, что играет на гитаре. Образованная группа поначалу играла кавер-версии песен Iron Maiden и Judas Priest в клубах и на вечеринках в Южной Калифорнии. Для ранних выступлений коллектива была характерна сатанистская атрибутика, включавшая пентаграммы, перевёрнутые кресты, одежду с шипами. По слухам, коллектив изначально назывался Dragonslayer (по одноимённому фильму 1981 года). Однако это утверждение было опровергнуто самими музыкантами.
Вскоре группе предложили сыграть на разогреве у коллектива Bitch в клубе Woodstock в Лос-Анджелесе. Slayer исполнила восемь композиций, шесть из которых были кавер-версиями. Во время этого выступления на группу обратил внимание Брайан Слэйджел (англ. Brian Slagel), бывший музыкальный журналист, который основал собственный лейбл Metal Blade Records. Впечатлённый игрой Slayer Слэйджел встретился с участниками группы за кулисами и попросил музыкантов записать их песню «Aggressive Perfector» для готовящегося к выходу сборника Metal Massacre 3 (1983). Музыканты согласились, и в скором времени композиция, появившаяся на сборнике, вызвала активное обсуждение в кругах поклонников метала, а Metal Blade предложили Slayer подписать контракт.

### Show No Mercy(1983—1984)
По условиям контракта группе совсем не было выделено денег для записи дебютного альбома, поэтому участникам пришлось финансировать его самостоятельно. Сбережения Тома Арайи и деньги, взятые в долг у отца Керри Кинга, и стали той суммой, с которой группа приступила к записи в ноябре 1983 года. Работа над альбомом велась быстро, и он появился на прилавках магазинов через три недели после окончания записи. Show No Mercy (в переводе с англ. — «Не проявляй милосердия»), выпущенный в декабре 1983 на Metal Blade Records, сделал группу популярной в металическом андеграунде, и Slayer в 1984 году начала своё первое турне по клубам в поддержку альбома. Slayer передвигалась на Chevrolet Camaro (принадлежавшем Тому Арайе), который буксировал трейлер U-Haul. Турне принесло группе ещё бо́льшую славу: продажи Show No Mercy в США достигли 20 000 копий; другие 20 000 были проданы в остальном мире.
В августе 1984 Slayer выпустили мини-альбом Haunting the Chapel (рус. Посещая часовню), состоящий из четырёх композиций. Альбом представил новую, более мрачную и трэш-металическую стилистику группы в сравнении с его предшественником и стал основой для дальнейшего творчества коллектива. Открывающая композиция «Chemical Warfare» стала постоянным номером живых выступлений Slayer — её играют практически на каждом концерте с 1984 года. Перед записью мини-альбома у коллектива появился новый светотехник — Джин Хоглан, на тот момент начинающий музыкант, в будущем — один из самых востребованных барабанщиков в рок-музыке. По признанию Ломбардо, уже тогда Хоглан демонстрировал впечатляющую игру с применением двух бас-бочек и педалей и нередко выступал в роли тренера для барабанщика Slayer.
После выпуска Haunting the Chapel Slayer впервые появилась в Европе на фестивале Heavy Sounds Festival в Бельгии, где коллектив выступил на разогреве у группы UFO. После этого Slayer вернулась в США и начала турне Haunting The West Coast.
Спустя некоторое время после окончания тура Керри Кинг временно присоединился к новой группе Дэйва Мастейна, бывшего гитариста группы Metallica, — Megadeth. Джефф Ханнеман был взволнован решением Кинга — в разговоре с Арайей он заявил: «Я думаю, нам придётся найти нового гитариста». Впрочем, несмотря на то, что Мастейн хотел, чтобы Кинг был постоянным участником Megadeth, Керри вернулся в Slayer после пяти концертов, заявив, что Megadeth «отнимала слишком много его времени». Эти события привели к конфликту между Керри Кингом и Дэйвом Мастейном, который вылился во вражду между двумя музыкантами.
После возвращения Кинга Slayer отправились в тур под названием Combat Tour вместе с группами Venom и Exodus. В ноябре 1985 года была выпущена концертная запись Slayer, названная Live Undead. На выпущенной вскоре видеозаписи Combat Tour: The Ultimate Revenge были представлены группы Slayer, Venom и Exodus. Из 10 записанных композиций 4 принадлежали Slayer.

### Hell Awaits(1985—1986)
К началу 1985 года объём продаж Show No Mercy составил более 40 000 копий, и Slayer вернулись в студию для записи второго полноформатного альбома. Metal Blade Records на этот раз финансировали запись, что дало группе возможность нанять продюсера, которым стал Рон Фэйр (англ. Ron Fair).
В сентябре 1985 был выпущен второй альбом Slayer, получивший название Hell Awaits. Для него характерна мрачная атмосфера Haunting the Chapel; ад и Сатана стали основной тематикой песен. Вместе с тем на этой записи заметно улучшилось качество продюсирования. Пластинка открывается песней «Hell Awaits», начало которой является перевёрнутой записью демонического голоса, повторяющего фразу «Join us» (рус. Присоединяйся к нам); позже голос вещает: «Welcome Back» (рус. С возвращением), и заглавная песня переходит непосредственно к началу музыки.

### Reign in Blood(1986—1987)
Hell Awaits стал успешным альбомом, и Slayer привлекла внимание компании Def Jam Recordings, которую недавно основали Рассел Саймонс (англ. Russell Simmons) и Рик Рубин (англ. Rick Rubin). Хотя Def Jam был по большому счёту лейблом хип-хопа, группа приняла предложение, и с опытным продюсером и солидным бюджетом крупного лейбла записала новый альбом.
Новая запись в плане стиля и качества записи сильно отличалась от Hell Awaits. Для неё были характерны более короткие, быстрые композиции с более качественным звучанием. Исчезла длительность и сложные аранжировки композиций альбома-предшественника. Рубин убрал всю использовавшуюся ранее реверберацию и вычистил звук, благодаря чему, по выражению Кинга, теперь можно было услышать «что это парни не только быстро играют, но и попадают в такт».
После того как альбом Reign in Blood был записан, у группы возникли серьёзные проблемы с выпуском записи: камнем преткновения стала песня «Angel of Death», повествующая о чудовищных экспериментах нацистского врача Йозефа Менгеле над людьми в немецких концлагерях. Президент Columbia Records Эл Теллер (родители которого, евреи по национальности, стали жертвами Холокоста) счёл её оскорбительной. Его мнение поддержал и представитель CBS Records Уолтер Йетникофф, тоже еврей по национальности, который указал, что среди акционеров компании много евреев, которым не понравится упоминание Освенцима и нацизма. Получив отказ от крупнейших дистрибьюторов, Рик Рубин был вынужден искать новый контракт и в итоге остановил свой выбор на Geffen Records — конкурентах CBS. То, что президент компании Дэвид Гиффен также был еврейского происхождения, на этот раз не стало помехой для сотрудничества. Хотя из-за критики Reign in Blood так и не появился в каталоге альбомов этой компании.
Несмотря на то, что альбом практически не получил радиоэфира, он стал первым в творчестве Slayer релизом, попавшим в хит-парад Billboard 200, дебютируя на 94 позиции, а также первым «золотым» альбомом коллектива в США.
В октябре 1986 года Slayer начала турне «Reign in Pain» с группой Overkill в Америке и Malice в Европе. Slayer также пригласили сыграть на разогреве у W.A.S.P. во время американской части турне, но неожиданно о своём уходе заявил барабанщик Slayer Дэйв Ломбардо, который только что женился и заявил, что с группой он «не зарабатывает никаких денег». Для продолжения турне Slayer пригласили ударника группы Whiplash Тони Скаглионе (англ. Tony Scaglione). Через некоторое время, в 1987 году, Ломбардо по настоянию жены вернулся в Slayer.
По настойчивому предложению Рика Рубина Slayer записали кавер-версию песни «In-A-Gadda-Da-Vida» группы Iron Butterfly для фильма «Меньше, чем ноль». Участники группы не были довольны записью: Ханнеман считал её неверной репрезентацией сущности группы, а Кинг признавался, что «ненавидит эту грёбаную песню», но тем не менее она стала одной из первых композиций коллектива, которые попали в радиоэфир.

### South of HeavenиSeasons in the Abyss(1988—1993)
Slayer вернулась в студию для записи четвёртого студийного альбома. Новая запись сильно контрастировала с Reign in Blood: на этот раз группа решила снизить темп песен, вокал стал более мелодичным в сравнении с резкими криками в предыдущем альбоме. Ханнеман вспоминал:
Мы знали, что не сможем превзойти Reign in Blood, поэтому нам пришлось записать альбом с более медленными песнями. Мы знали, всё, что мы выпустим, будут сравнивать с Reign in Blood, и, помнится, мы обсуждали вариант со снижением темпа. Это было странным: мы никогда такого не делали, ни до, ни после того.
Вышедший в 1988 году альбом South of Heaven встретил неоднозначные отзывы со стороны критиков и поклонников коллектива. Вместе с тем он стал самым коммерчески успешным альбомом Slayer на то время, дебютировав на 57 позиции чарта Billboard 200 и став вторым «золотым» альбомом группы по сертификации RIAA.
Для записи следующего альбома Slayer в 1989 году наняла сопродюсера Энди Уоллеса. Seasons in the Abyss, выпущенный в октябре 1990 года, был первым альбомом Slayer, изданным на новом лейбле Рика Рубина Def American (из-за разногласий продюсера с владельцем Def Jam Расселом Саймонсом). Пластинка дебютировала на 44 позиции в чарте Billboard 200 и в 1992 году получила сертификацию «золотой». На заглавную композицию был снят (возле пирамид в Гизе) второй клип Slayer. Что касается общей музыкальной направленности альбома, то Ханнеман утверждал, что для него «Seasons — это продолжение South of Heaven». Той же точки зрения придерживался и Керри Кинг, который говорил, что для него Seasons были тем, чем должны были стать South of Heaven.
В 1990 году группа отправилась в турне Clash of the Titans, где вместе с Megadeth выступала уже в качестве одного из главных исполнителей, а не коллектива, «играющего на разогреве». В качестве «разогревающих» команд в европейской части турне выступили Suicidal Tendencies и Testament. Так как американский трэш-метал был на пике своей популярности в это время, тур был продлён в мае 1991 года, и вместе с Megadeth, Anthrax и Alice in Chains Slayer отправилась на гастроли в США.
В 1991 году коллектив выпустил двойной концертный альбом Decade of Aggression, таким образом отметив десятилетие своей карьеры. Пластинка заняла 55 позицию в Billboard 200.
В мае 1992 года барабанщик Дэйв Ломбардо покинул группу из-за конфликтов с другими участниками, а также из-за постоянной усталости, которую стал испытывать от бесконечного чередования студийных сессий и гастрольных туров. Дэйв основал собственную группу Grip Inc. с гитаристом Voodoocult Вальдемаром Сорыхтой (англ. Waldemar Sorychta), который позже сделает себе имя как продюсер альбомов Moonspell, Tiamat и Sentenced. Что касается бывших коллег Ломбардо, то участники Slayer нашли ему замену в лице барабанщика Пола Бостафа, который за день до приглашения на прослушивание к Slayer покинул группу Forbidden. Slayer впервые появилась на сцене вместе с Бостафом в 1992 году на фестивале Monsters of Rock, собравшем в том году вторую по численности аудиторию в своей истории.

### Divine Intervention(1994—1995)
В 1994 году Slayer выпустила альбом Divine Intervention, первый альбом группы с новым барабанщиком. Позиции в чартах были рекордными для группы в то время: пластинка дебютировала на 8 позиции в Billboard 200. Это был первый альбом с новым звучанием, в котором можно было увидеть отход Slayer от канонического трэш-метала. Для него были характерны повышение уровня громкости, утрата мелодической линии и сильное влияние панк-рока. При всём том, во время записи группа столкнулась с рядом проблем, которые наложили отпечаток на конечный итог её работы. В процессе выбора материала к альбому музыканты в последний раз совещались с представителями компании, обсуждая, какие песни должны быть представлены на записи. Во время встречи между Арайей и представителем компании возник конфликт, и с того времени в выборе направления звучания и конкретного материала участники Slayer стали полагаться исключительно на себя. Кроме того, в процессе записи Рик Рубин практически не появлялся в студии, что создавало своеобразные трудности. Так Пол Бостаф признавался, что испытывал проблемы с тем, что не получал никаких советов ни от Рубина, которого просто не было рядом, ни от остальных участников, которые хранили молчание, даже если им что-то не нравилось. Помимо того работа музыкантов и персонала студий не была скоординирована на должном уровне, от чего, по мнению Керри Кинга, в итоге пострадала запись.
Slayer отправилась в мировое турне в 1995 году, открывающими группами на их концертах были Biohazard и Machine Head. По итогам гастролей была выпущена концертная видеозапись под названием Live Intrusion, на которой присутствовала кавер-версия песни «Witching Hour» группы Venom, исполненная Slayer вместе с Machine Head. Но в то же время отношения между Slayer и Machine Head сильно испортились, по той причине, что Керри Кинг выразил крайнее недовольство их вторым альбомом, что Робб Флинн, вокалист Machine Head, расценил как личное оскорбление. После турне Slayer участвовали в фестивале Monsters of Rock, где главным исполнителем была группа Metallica.

### Undisputed Attitude(1996—1997)
В следующем году Slayer выпустили пластинку Undisputed Attitude, сборник кавер-версий панковых песен. Музыканты представили композиции таких классических панк-рок-групп как Minor Threat, G.B.H., Suicidal Tendencies, T.S.O.L., D.R.I., D.I., Verbal Abuse, Dr. Know и The Stooges, что, по словам Керри Кинга, было ответом на растущую популярность таких групп как Green Day и The Offspring, «которые в то время всеми расценивались как панк-группы. У них был панковский темперамент, но они не были грёбаными панк-музыкантами». Другой причиной записи альбома кавер-версий стала моральная усталость Пола Бостафа: «Неизвестно, как много времени мог занять поиск нового барабанщика, так что мы решили сделать альбом кавер-версий». В альбоме также была представлена одна оригинальная песня Slayer — «Gemini».
Пол Бостаф ушёл из группы вскоре после выпуска альбома и стал работать над своим собственным проектом The Truth about Seafood. На место Бостафа музыканты Slayer взяли барабанщика группы Testament Джона Детте, и в 1996 году они возглавили фестиваль Ozzfest наряду с Оззи Озборном, Danzig, Biohazard, Sepultura и Fear Factory.
Детте выгнали из Slayer через год из-за конфликта с другими участниками коллектива, на его место вновь был приглашён Пол Бостаф, который вернулся в группу в начале 1997 года для продолжения турне.
В 1996 году против группы родителями 15-летней Элиз Палер был начат судебный процесс: они обвинили группу в подстрекательстве убийц их дочери к преступлению посредством текстов песен. Элиз нанесли удары ножом, задушили, а затем совокупились с трупом (как жертвоприношением Сатане) трое фанатов Slayer, полагающих, что жертва прибавит им достаточно безумия, чтобы выйти на профессиональный уровень с их собственной группой Hatred. Суд постановил, что «ни одно из развратных преступлений, совершённых в отношении Элиз Мари Палер, не было бы совершено без намеренной маркетинговой стратегии дэт-метал-группы Slayer».
Дело было закрыто в 2001 году по нескольким причинам, включая принцип свободы слова. Родители Элиз второй раз подали в суд на Slayer и их лейбл, но это дело также было прекращено. Судья Джеффри Бёрк (англ. E. Jeffrey Burke) заявил: «Я не считаю музыку Slayer обсценной, непристойной или вредной для несовершеннолетних».

### Diabolus in Musica(1998—2000)
Альбом Diabolus in Musica (рус. Дьявол в музыке) был выпущен в 1998 году и дебютировал на 31 позиции в чарте Billboard 200.
Продажи составили более 46 000 копий.
Альбом получил разноречивую критику: негативно были приняты в первую очередь ню-металические элементы в музыке (к примеру, опущенный строй гитар и подзвучка барабанов). Критик New York Time Бен Ратлифф (англ. Ben Ratliff) заметил, что «восемь из одиннадцати песен из Diabolus in Musica, немногие из которых игрались на концертах, написаны в одинаковом мрачном ключе».
Как бы то ни было, критик PopMatters Эдриэн Бегранд (англ. Adrien Begrand) заявил, что песни «Bitter Peace», «Death’s Head» и «Stain of Mind» «рвут в клочья музыку молодых притворщиков вроде Slipknot» (англ. blow away anything that young pretenders like Slipknot have put out).
Альбом стал первой пластинкой группы, записанной с пониженным строем. Пол Бостаф назвал эту пластинку «самым экспериментальным альбомом Slayer».
Slayer вместе с хардкор-техно группой Atari Teenage Riot записали песню для фильма Спаун, названную «No Remorse (I Wanna Die)». Позже группа сыграла кавер-версию песни Black Sabbath «Hand of Doom» для второго (из двух) трибьют-альбома Nativity in Black II. Последовало мировое турне в поддержку нового альбома, в рамках которого Slayer выступили в Великобритании на фестивале Ozzfest (1998 года) вместе с Black Sabbath, Оззи Осборном, Foo Fighters, Pantera, Soulfly, Fear Factory и Therapy?, а также впервые посетили страны Восточного блока.

### God Hates Us All(2001—2005)
После некоторых задержек (связанных с микшированием и обложкой) альбом God Hates Us All был выпущен 11 сентября 2001 года.
Группа впервые была номинирована на Грэмми за заглавную композицию «Disciple», но награду присудили коллективу Tool за песню «Schism». Из-за промоматериалов и даты выпуска альбом невольно ассоциировался с терактами 11 сентября 2001 года.
Террористические атаки поставили под вопрос возможность проведения турне «Tattoo the Planet», в котором первоначально должны были участвовать музыкальные группы Pantera, Static-X, Biohazard и Vision of Disorder.
Концерты были отменены, либо отложены из-за ограничения перелётов, и большинство групп решили не участвовать в туре. К началу европейской ветви «Tattoo the Planet» остались только Slayer и Static-X. Pantera, Vision of Disorder и Biohazard были заменены на Cradle of Filth и другие группы в зависимости от места проведения концерта (Amorphis, In Flames, Moonspell, Children of Bodom и Necrodeath).
Барабанщик Пол Бостаф покинул Slayer перед Рождеством 2001 года из-за хронической травмы локтя, которая мешала ему играть. Однако для остальных участников группы было очевидно, что история с локтем не более, чем удобный предлог. Барабанщик оставил коллектив, но турне в поддержку God Hates Us All ещё не было закончено, и Керри Кинг связался с Дэйвом Ломбардо из «оригинального состава» Slayer и спросил, не желает ли тот помочь закончить турне. Ломбардо принял предложение и остался в группе на постоянной основе.
На протяжении осени 2003 года Slayer целиком играли альбом Reign in Blood на концертах, названных «Still Reigning».
Кульминационным моментом было исполнение последней песни «Raining Blood» под искусственным кровавым дождём.
Концертная видеозапись, записанная в Огасте 11 июля 2004 года, была выпущена на DVD Still Reigning.
Slayer также выпустили DVD War at the Warfield и бокс-сет Soundtrack to the Apocalypse, в который были включены раритетные записи, концертный CD и DVD с различными выступлениями, а также атрибутика Slayer.
В период с 2002 по 2004 год Slayer сыграли более 250 концертов, были хедлайнерами крупных музыкальных фестивалей: H82k2, Summer tour, Ozzfest и Download Festival.
Во время подготовки к Download Festival в Англии барабанщик группы Metallica Ларс Ульрих был госпитализирован с неизвестной болезнью и не мог выступать. Вокалист Metallica Джеймс Хэтфилд занялся поиском желающих занять место Ульриха в последние минуты перед концертом. Изъявили желание Дэйв Ломбардо и Джои Джордисон (из Slipknot). Дэйв исполнил песни «Battery» и «The Four Horsemen».

### Christ Illusion(2006—2008)
Выпуск альбома Christ Illusion был изначально запланирован на 6 июня 2006 года (6.06.06), однако группа решила задержать выход пластинки, так как участники не хотели, чтобы Slayer оказался среди множества коллективов, выпускающих альбом 6 июня.
Но USA Today сообщает, что Slayer изменили своё решение, так как им недоставало времени, чтобы подготовить альбом к этой дате.
Вместо этого группа 6 июня выпустила в ограниченном тираже мини-альбом Eternal Pyre.
На нём была представлена песня «Cult» из выходящего вслед альбома, а также концертная аудиозапись исполнения песни «War Ensemble» в Германии, видео, на котором запечатлён процесс записи «Cult», и пятиминутную видеосъёмку того, как один фанат группы вырезал логотип Slayer у себя на предплечье.
Тираж в 5000 экземпляров был распродан в первые часы после появления на прилавках сети магазинов Hot Topic, которая имела эксклюзивное право на продажу релиза. 30 июня лейбл Nuclear Blast Records выпустил этот мини-альбом как 7" виниловую пластинку, тираж был ограничен тысячей экземпляров.
Новый альбом стал первым с 1990 года релизом, в записи которого участвовал барабанщик Дэйв Ломбардо.
Окончательной датой релиза нового альбома Slayer под названием Christ Illusion стало 8 августа 2006 года.
Пластинка дебютировала на пятой позиции в чарте Billboard Top 200. В первую неделю было продано 62 000 копий альбома.
Пятая позиция в чарте стала рекордной для Slayer — достижением предыдущего альбом Slayer Divine Intervention была только восьмая позиция.
Но несмотря на это, рейтинг альбома упал до 44 места на следующей неделе.
Три недели спустя после выпуска Christ Illusion Slayer были приняты в зал славы Kerrang! за «их влияние на всю сцену хеви-метала».
| Джефф Ханнеман | Том Арайа | Керри Кинг |

| Дэйв Ломбардо | Слева направо: верхний ряд Джефф Ханнеман (англ. Jeff Hanneman) — гитара Том Арайа (англ. Tom Araya) — бас-гитара, вокал Керри Кинг (англ. Kerry King) — гитара нижний ряд Дэйв Ломбардо (англ. Dave Lombardo) — барабаны |

Slayer отправились в мировое турне «The Unholy Alliance» для поддержки нового альбома.
Изначально начало турне было запланировано на шестое июня, но впоследствии его перенесли на десятое число того же месяца, так как Тому Арайа необходима была операция на желчном пузыре. In Flames, Mastodon, Children of Bodom, Lamb of God, Thine Eyes Bleed (с братом Арайа Джонни) играли вместе со Slayer в качестве поддержки в рамках тура.
Турне прошло по странам Америки и Европы, и участвовавшие в нём группы (за исключением Thine Eyes Bleed) воссоединились на концерте в рамках японского фестиваля Loud Park Festival 15 октября 2006 года.
30 октября этого же года вышел первый видеоклип к альбому, снятый на песню «Eyes of the Insane».
Эта композиция также присутствует на саундтреке к фильму Пила 3. Благодаря ей Slayer выиграли первую Грэмми за «лучшее исполнение метала» на 49-й церемонии вручения этой награды, на которой группа не могла присутствовать, так как была занята в турне.
Неделю спустя группа посетила 52 служебный эскадрон (англ. the 52nd Services Squadron) в Германии. Это был первый случай, когда коллектив посетил военную базу.
В апреле Slayer дали концерты в Австралии и Новой Зеландии вместе с группой Mastodon. Коллектив также появился на фестивале Download Festival, Rock Am Ring. Летом Slayer выступали на одной сцене с Marilyn Manson и Bleeding Through.
Группа выпустила специальное издание Christ Illusion с новой обложкой и бонусной композицией «Final Six», за которую им была присуждена вторая премия Грэмми в той же номинации, что и предыдущая.
В интервью Thrash Hits и журналу Worcester Арайа выразил неуверенность в отношении будущего группы, и что он не видит себя продолжающим карьеру музыканта в более позднем возрасте. Он также отметил, что после записи следующей пластинки, которая станет последней, подписанной на условиях их текущего контракта, группа будет вынуждена «сесть и обдумать будущее». В интервью сайту The Quietus Кинг оптимистически заметил, что группа запишет по крайней мере ещё два альбома перед возможным распадом.
В интервью Yebo TV Ханнеман заявил, что начал писать три новые песни для нового альбома. А тем временем музыканты провели осень-зиму 2008 года в турне The Unholy Alliance: Chapter III — продолжении популярного турне, в котором на этот раз помимо Slayer также приняли участие Trivium, Amon Amarth и Mastodon.

### World Painted Blood(2009—2012)
3 ноября 2009 года на лейбле American Recordings/Sony Music выходит альбом World Painted Blood. Альбом попал в сеть несколько раньше официального релиза, а именно 24 октября. Спродюсирована новая работа продюсерами Грэгом Фидельманом и Риком Рубином (исполнительный продюсер). Группа записала в студии 13 песен (7 песен написаны Джеффом Ханнеманом и 6 Керри Кингом), но в финальную версию альбома включены лишь 11 треков.

### Уход Дейва Ломбардо и смерть Джеффа Ханнемана (2012—2013)
В апреле 2012 года Керри Кинг, в интервью журналу «Metal Hammer» заявил о выходе нового альбома, упомянув, что он может выйти уже ближе к началу фестиваля Mayhem, где Slayer будут хедлайнерами:
…Мы работаем над этим альбомом уже в течение нескольких недель и продолжаем работать. Сейчас, я и Дэйв, работаем над девятью песнями, ещё мы думаем сделать две или три вещи, как получится, в общем. Я не знаю, выйдет альбом или нет, но я надеюсь, что мы всё-таки сможем дать его заценить на этом фэсте…
Тогда же, музыканты изъявили желание в качестве некоего превью альбома выпустить релиз с несколькими новыми песнями. В июне, Том Арайа рассказал, что это будет двухпесенный сингл (с песнями «Chasing Death» и «Implode» (автор — Керри Кинг)), который планировалось выпустить ближе к концу лета.
В начале 2013 года группа приступает к записи нового альбома, но 21 февраля было объявлено об увольнении Дэйва Ломбардо из коллектива. Причиной ухода Ломбардо назвал финансовые разногласия, а также конфликт с Керри Кингом, который, по словам барабанщика, и был тем, кто исключил его из состава. На время Австралийского тура его заменил Джон Детте, ранее сотрудничавший с группой.
Два месяца спустя, 3 мая, группу ждало их самое большое потрясение: от печеночной недостаточности умер основатель группы Джефф Ханнеман, игравший в группе с момента её создания. В последние годы музыкант страдал некротическим фасциитом, который был вызван укусом паука и злоупотреблением алкоголем. У Ханнемана осталась супруга Кейтрин, с которой он состоял в браке 16 лет.
В конце мая Том Арайя сообщил о том, что Пол Бостаф возвращается в группу. 4 июня, с новым «старым» барабанщиком, группа открыла североамериканский тур с группами Gojira и 4arm.

### Repentless, отменённый студийный альбом, прощальный тур и распад (2014—2024)
В 2014 году на церемонии Golden Gods Awards журнала Revolver Slayer выпустила «Implode» — первую песню за последние пять лет. Группа объявила, что они подписали контракт с Nuclear Blast и выпустят новый альбом в 2015 году. Было сообщено, что Гэри Холт возьмет на себя обязанности гитариста, хотя Холт не примет участия в записи текстов к песням. Серию концертов на родном континенте группа продолжила в июне в компании с Suicidal Tendencies и Exodus. В 2015 Slayer во второй раз была хэдлайнером на Rockstar Energy Mayhem Festival. Repentless, одиннадцатый альбом группы, был выпущен 11 сентября 2015 года. В поддержку Repentless Slayer участвовала в турне с Anthrax и Kvelertak в октябре и ноябре 2015 года и участвовала в туре по Соединённым Штатам с Testament и Carcass в феврале и марте 2016 года.
В январе 2018 года стало известно, что группа перестанет существовать после финального мирового турне, которое началось в мае и продолжится в июне в Северной Америке при поддержке Lamb of God, Anthrax, Behemoth и Testament. Второй этап североамериканского тура состоится в июле-августе при участии Napalm Death, которые заменят Behemoth, а затем в ноябре и декабре группа отправится в европейский тур вместе с Lamb of God, Anthrax и Obituary. Также сообщается, что группа отправится в обновлённый тур Clash of the Titans вместе с Megadeth, Sepultura и Testament, в рамках своего прощального турне. Были разговоры о ещё одном выступлении Slayer вместе с Metallica, Megadeth и Anthrax в рамках Big Four tour.
2 декабря 2018 года Гэри Холт объявил, что не будет участвовать в оставшейся части европейского тура, чтобы побыть со своим умирающим отцом. Его заменит бывший гитарист Machine Head и Vio-lence Фил Деммел.
Холт заявил, что Slayer не выпустят альбом перед своим распадом. По поводу того, как долго будет длиться прощальный тур, коллега по группе Холта из Exodus Стив «Zetro» Суза прокомментировал: «По моим прикидкам, [последний тур] займет полтора или два года, но я думаю, что [работа Холта над альбомом] уже закончена. Я тут знаю то же самое, что и все остальные, я здесь человек сторонний, и внутренней информации у меня нет.» Последний этап тура по Северной Америке под названием «The Last Campaign» состоялся в ноябре 2019 года. На разогреве выступили Primus, Ministry и Philip H. Anselmo & The Illegals. Несмотря на то, что тур Slayer назван прощальным, их менеджер Рик Сэйлз заявил, что группа не распадается, но не собирается когда-либо снова выступать вживую. Кристен Малдериг, которая сотрудничает с Rick Sales Entertainment Group, также говорит, что после завершения тура будут проводиться какие-то мероприятия, связанные со Slayer. Тем не менее, через два дня после завершения тура, жена Кинга Аиша заявила на своей странице в Instagram, что «нет чёртовых шансов», что Slayer когда-либо воссоединятся, чтобы играть концерты.
В марте 2020 года, разговаривая с Guitar World о своём последнем сотрудничестве с Dean Guitars, Кинг намекнул, что продолжит заниматься музыкой помимо Slayer, просто сказав: «Dean подписывала меня не зря!». В августе Кинг в интервью на канале Dean Guitars на YouTube заявил, что у него есть «материала на более чем две пластинки» для его нового проекта, который ещё не был раскрыт. Позже Бостаф подтвердил, что он и Кинг работают над новым проектом, который «будет звучать как Slayer - но не намеренно». Тогда же жена Кинга, Айеша Кинг, снова исключила возможность воссоединения Slayer, заявив, что её муж и Арайя «никогда больше не будут Slayer». В ноябре 2023 года Кинг намекнул, что собирается выпустить дебютный альбом его нового проекта в 2024 году; позже выяснилось, что этот проект станет его сольным дебютным альбомом. 5 февраля 2024 года Кинг выпустил первый сингл из альбома, «Idle Hands», и объявил название альбома, From Hell I Rise, и состав: сам Кинг, Бостаф, вокалист Death Angel Марк Осегуэда, басист Hellyeah Кайл Сандерс, а также бывший гитарист Vio-lence и Machine Head Фил Деммел.

### Воссоединение и второй перерыв (2024 — настоящее)
21 февраля 2024 года Slayer объявили о том, что 22 сентября на фестивале Riot Fest они отыграют свое первое шоу после распада в 2019 году, а через пять дней на фестивале Louder Than Life — свое второе шоу. В группе представлен состав 2013—2019 годов: басист/вокалист Том Арайя, гитаристы Керри Кинг и Гэри Холт и барабанщик Пол Бостаф. Они также станут хедлайнерами первого из четырёх вечеров фестиваля Aftershock в Сакраменто 10 октября 2024 года, и, объявляя это шоу, группа сказала в своем заявлении: «Было много взволнованных фанатов, которые хотели, чтобы мы сыграли пару фестивальных дат, поэтому здорово, что мы можем добавить эту последнюю».
Отвечая на вопрос Metal Hammer о будущем Slayer, Кинг сказал, что воссоединение «не собирается переходить к записи и не собирается переходить к гастролям», уточнив, что «это три концерта, посвященные пяти годам с момента наших последних выступлений, веселое празднование „Эй, помните нас до пандемии?“» В интервью, данном в мае 2024 года в программе Trunk Nation With Eddie Trunk, Кинг сказал, что хотя в будущем он не прочь дать еще несколько концертов в составе Slayer, сейчас его сольная карьера является для него главным приоритетом. Когда в октябре 2024 года Бостафа спросили в интервью 107.7 The Bone, планируются ли ещё реюнион-шоу, он ответил: «Мы отыграли последнее… Если все задаются этим вопросом, то и я тоже, но у меня нет ответа на этот вопрос. Так что да, Aftershock был последним. И мы все надеемся, что будут ещё». В октябре 2024 года было объявлено, что группа выступит на фестивале Louder Than Life в 2025 году.
5 июля 2025 года Slayer впервые за шесть лет выступит в Великобритании на фестивале Villa Park в качестве одного из артистов поддержки (наряду с Metallica, Anthrax, Pantera, Alice in Chains и Mastodon) на финальном концерте Black Sabbath, получившем название «Back to the Beginning». Это будет первый раз за почти пятнадцать лет, со времён серии концертов «Большой четвёрки», когда Slayer выступают вместе с Metallica и Anthrax.

## Влияние
Slayer является одной из групп «большой четвёрки трэш-метала»; как и Megadeth, Anthrax и Metallica, она добилась огромной популярности в восьмидесятых. Среди всех групп четвёрки Slayer представляют самое экстремальное направление. Вместе с этим они оказали огромное влияние на трэш- и дэт-метал. Многие метал-группы, играющие в этих стилях, выпустили диски с кавер-версиями песен Slayer, как, к примеру, Slaytanic Slaughter (1 и 2), а также Gateway to Hell. Некоторые группы выпустили трибьют-альбом, названный Covered in Blood, который содержит кавер-версии всех песен альбома Reign in Blood.
«Их низко звучащие гитары, жестокая лирика и ужасные обложки установили стандарт для сотен новых трэш-метал коллективов» и «Музыка Slayer является прямой причиной расцвета дэт-метала» — мнение MTV о группе. MTV также назвало группу шестой из величайших метал-групп всех времён.
Slayer занимают пятидесятую позицию в списке «100 величайших исполнителей хард-рока» VH1.
Джефф Ханнеман и Керри Кинг занимают десятую позицию в списке «100 лучших метал-гитаристов всех времён» журнала Guitar World (2004 год).
Релиз группы 1986 года Reign in Blood оказал сильное влияние на экстремальный метал в целом и группы трэш-метала в частности. Журнал Kerrang! назвал запись «самым тяжёлым альбомом за всё время», Stylus Magazine — «определителем жанра», а All Music Guide охарактеризовали альбом как «непоколебимая классика»(англ. «stone-cold classic upon its release») В 2006 году Reign in Blood был назван лучшим альбомом метала последних двадцати лет журналом Metal Hammer.
Ричард Кристи, бывший участник группы Death, был очень сильно впечатлён игрой Дэйва Ломбардо в альбоме Reign in Blood.
То же самое можно сказать и про барабанщика группы Cannibal Corpse Пола Мазуркевича. Дэйв Ломбардо также является уважаемым музыкантом для многих современных метал-барабанщиков, включая Рэймонда Эррера из «Fear Factory» и бывшего барабанщика Cradle of Filth Адриана Эрландссона. Среди других музыкантов — Бард «Фауст» Эйтун (ранее в Emperor, сейчас в Blood Tsunami), а также ударники групп Caliban, Krisiun, Shadows Fall. В 2005 году журнал Classic Rock отдал Ломбардо шестое место в списке лучших рок-барабанщиков.

## Стиль
Slayer считается трэш-метал-группой. В статье в газете The Washington Post за декабрь 1986 года писатель Джо Браун описал музыку Slayer как спид-метал, жанр, который он определил как «нечестивый гибрид панк-рок-трэша и хэви-метала, который привлекает почти всех подростков-мужчин». Описывая музыку Slayer, Браун писал: «Под удары отбойного молотка электрошоковые гитары Slayer напоминают скребущие листы едкого металлического шума, с редкими соло, которые звучат как визг тормозов, поверх которых певец-басист издаёт раздирающее гортань рычание-вой». В статье The New York Times за сентябрь 1988 года писатель Джон Парелес также описывал Slayer как спид-метал, дополнительно написав, что группа «привносит сенсационные образы таблоидов и фильмов ужасов», а тексты песен «упиваются смертью, кровью и намеками на сатанизм и нацизм». Парелес также охарактеризовывал на тот момент другие трэш-метал-группы «большой четверки» — Metallica и Megadeth — как спид-метал-группы.
Раннее творчество Slayer можно охарактеризовать как «безумно скоростную музыку и мастерское владение инструментами». Первые альбомы сочетали в себе структуру хардкора и элементы спид-метала (скорость, а также агрессивность).
Альбом Reign in Blood — самый быстрый по скорости исполнения, средний темп — 220 ударов в минуту.
В альбоме Diabolus in Musica гитарный строй был опущен на один тон, а в God Hates Us All — на пять полутонов (кварту). На этой пластинке гитаристы играли на семиструнных инструментах.
AllMusic назвал альбом «отказом от экстравагантности и доступности их работ конца 80-х — начала 90-х и возвращением к совершенствованию сырого подхода», а некоторые фанаты характеризуют стиль этого релиза Slayer как ню-метал.
Дуэт Ханнемана и Кинга и их совместные гитарные соло названы «дикими и хаотичными». Нередко талант гитаристов характеризуется некоторыми изданиями как «извращённо гениальный».
Барабанщик Дэйв Ломбардо активно применяет технику двойных басовых ударных, для чего пользуется двумя бас-бочками вместо одной.
Своей скоростной, агрессивной и чёткой игрой Ломбардо заслужил звание «крёстного отца двойной бас-бочки» (по мнению журнала Drummerworld). Ломбардо изложил причины использования двух бас-барабанов: «Когда вы ударяете по большому барабану, барабанная мембрана все еще резонирует. Когда вы ударяете по тому же месту сразу после этого, вы получаете своего рода «отдачу» от удара мембраны бас-барабана о другую педаль. Вы не даете им дышать». Во время игры с применением своей излюбленной техники Дэйв не касается пятками земли (англ. «heel-up» technique).

## Творческий процесс
Тексты песен писали Джефф Ханнеман, Керри Кинг и Том Арайа. Музыку — Кинг, Ханнеман и Дэйв Ломбардо при помощи Тома Арайа.
Первой «пробой пера» Тома Арайа был вклад в написание текстов песен «At Dawn They Sleep» и «Crypts of Eternity» из альбома Hell Awaits наряду с Ханнеманом и Кингом (но активное участие принял начиная с альбома South of Heaven), причём Кинг часто оставался в тени своего коллеги-гитариста.
Ханнеман заявляет, что написание текстов разрешено всем в Slayer. «Иногда я в духе и у меня накапливается больше материала, то же самое бывает с Керри. Каждый может писать что угодно, если получается нормально, мы используем в песнях, иначе — нет».
При сочинении материала для нового альбома Slayer сперва писали музыку и лишь затем тексты. Керри Кинг и Ханнеман пользовались многодорожечной записью и драм-машиной, чтобы показать остальным участникам сочинённые ими риффы и услышать их мнение. Кинг, Ханнеман или Ломбардо могли внести некоторые изменения, а затем Slayer делали из риффов обычную по структуре композицию и решали, где быть вокалу и гитарным соло.

## Критика
Slayer часто обвиняли в симпатиях к нацизму.
Это обусловлено тем, что логотип группы с орлом напоминает герб Третьего рейха, а также наклейками СС на гитарах и тематикой некоторых песен (к примеру, «Angel of Death»).
Песня «Angel of Death» была написана под влиянием истории о нацистском враче-убийце Йозефе Менгеле.
Группе часто задавали вопросы по этому поводу, и участники отвечали, что не оправдывают нацизм, а лишь интересуются этой темой.
Тот факт, что Slayer записали кавер-версию песни «Guilty of Being White» группы Minor Threat, стал причиной подозрений участников группы в поддерживании теории расового превосходства белых.
Споры из-за этого привели к тому, что в конце песни строчка «guilty of being white» была заменена на «guilty of being right». Это привело в ярость фронтмена Minor Threat Иэна Маккея (англ. Ian MacKaye), который как автор песни заявил, что такая вариация оскорбительна для него.
В 1995 году филиппинский сенатор Винсенте Сотто потребовал запретить продажу в стране записей Slayer, поскольку в некоторых из их песен присутствуют сатанистские призывы, что неприемлемо для христианских Филиппин.
В интервью 2004 года Том Арайа на вопрос «Понимают ли критики, что вы погрязли в пародии?» ответил следующее: «Нет. Люди думают, что мы поём обо всём всерьёз!… В то время были PMRC (Parents Music Resource Center), которые буквально воспринимали наше творчество, а мы всего лишь старались создать себе имидж. Нашей целью было напугать людей». Также Арайа пояснил, что участники группы не оправдывают сатанизм, а лишь интересуются этой темой.
В Фуллертоне (штат Калифорния) реклама нового альбома Slayer на семнадцати автобусных остановках была признана оскорбительной, а изображения черепов на ней и само название группы — неприемлемыми. Городские власти связались с лейблом группы и потребовали, чтобы реклама альбома исчезла с улиц Фуллертона, что и было сделано.
В Индии альбом 2006 года был отозван из продажи усилиями EMI после протестов верующих против обложки пластинки, которая была нарисована Ларри Кэрроллом.

## Участники группы
| Текущий состав - Керри Кинг — гитара (1981—2019, 2024–наши дни), бэк-вокал (1981–1983) - Том Арайа — бас-гитара, ведущий вокал (1981—2019, 2024–наши дни) - Пол Бостаф — ударные (1992—1996, 1997—2001, 2013—2019, 2024–наши дни) - Гэри Холт — гитара (2013—2019, 2024–наши дни; концертный участник в 2011—2013) | Бывшие участники - Джефф Ханнеман — гитара (1981—2013; умер в 2013), бэк-вокал (1981–1983) - Дэйв Ломбардо — ударные (1981—1986, 1987—1992, 2001—2013) - Джон Детте — ударные (1996—1997; концертный участник в 2013) Концертные музыканты - Пэт О’Брайэн — гитара (2011) - Фил Деммел — гитара (2018) - Боб Гоурли — ударные (1983) - Тони Скальоне — ударные (1986—1987) |

Временная шкала

## Дискография
- Show No Mercy (1983)
- Hell Awaits (1985)
- Reign in Blood (1986)
- South of Heaven (1988)
- Seasons in the Abyss (1990)
- Divine Intervention (1994)
- Undisputed Attitude (1996)
- Diabolus in Musica (1998)
- God Hates Us All (2001)
- Christ Illusion (2006)
- World Painted Blood (2009)
- Repentless (2015)

## Туры и выступления
- Early Shows (1982–1983)
- Show No Mercy/Haunting the Chapel Tour (1984)
- Hell Awaits Tour (1985)
- Reign in Blood Tour (1986–1987)
- Reign in Pain European Tour (1987)
- World Sacrifice Tour (1988–1989)
- A Week in the Abyss (1990)
- Clash of the Titans (1990–1991)
- Touring the Abyss (1990–1991)
- Decade of Aggression Tour (1991)
- European Tour (1992)
- European Intourvention (1994)
- Divine Intourvention Tour (1995)
- Undisputed Attitude (1996)
- Diabolus on Tour (1998–2000)
- God Hates the World Tour (2001–2002)
- European Summer Festival Tour (2003)
- Jägermeister Music Tour (Fall 2003)
- Jägermeister Music Tour (Fall 2004)
- The Unholy Alliance Tour[англ.] (2004)
- European Summer Festival Tour (2005)
- Unholy Alliance Chapter II (2006)
- Christ Illusion Tour (2006–2007)
- European Summer Festival Tour (2008)
- Mayhem Festival[англ.] (2009)
- Jägermeister Music Tour (2010)
- American Carnage Tour[англ.] (2010)
- The Big Four[англ.] вместе с Metallica, Megadeth и Anthrax (2010–2011)
- European Carnage Tour[англ.] (2011)
- World Painted Blood Tour[англ.] (2011)
- European Summer Festival Tour (2012)
- U.S. Tour вместе с Suicidal Tendencies и Exodus (2014)
- Repentless Tour (2015–2017)
- Farewell Tour[англ.] (2018–2019)

## Награды и номинации
* Жирным шрифтом выделены синглы
Награды «Грэмми»
| Год  | Номинируемая работа | Категория               | Результат |
| ---- | ------------------- | ----------------------- | --------- |
| 2002 | Disciple            | Лучшее метал-исполнение | Номинация |
| 2007 | Eyes of the Insane  | Лучшее метал-исполнение | Победа    |
| 2008 | Final Six           | Лучшее метал-исполнение | Победа    |
| 2010 | Hate Worldwide      | Лучшее метал-исполнение | Номинация |
| 2011 | World Painted Blood | Лучшее метал-исполнение | Номинация |

Награды «Kerrang!»
| Год  | Номинируемая работа | Категория          | Результат |
| ---- | ------------------- | ------------------ | --------- |
| 2006 | Slayer              | Kerrang! Зал славы | Победа    |
| 2013 | Slayer              | Kerrang! Легенда   | Победа    |

Награда «Metal Edge Readers»
| Год  | Номинируемая работа | Категория | Результат |
| ---- | ------------------- | --------- | --------- |
| 2003 | War at the Warfield | DVD года  | Победа    |

Награды «Metal Hammer»
| Год  | Номинируемая работа | Категория  | Результат |
| ---- | ------------------- | ---------- | --------- |
| 2010 | Керри Кинг          | Бог риффов | Победа    |
| 2013 | Джефф Ханнеман      | Бог риффов | Победа    |

| Год  | Номинируемая работа | Категория                         | Результат |
| ---- | ------------------- | --------------------------------- | --------- |
| 2004 | Slayer              | Лучше выступление вживую          | Победа    |
| 2006 | Reign in Blood      | Лучший альбом за последние 20 лет | Победа    |
| 2007 | Eyes of the Insane  | Лучший видеоклип                  | Номинация |
| 2007 | Slayer              | Награда «Icon»                    | Победа    |

Награды «Metal Storm»
| Год  | Номинируемая работа | Категория                 | Результат |
| ---- | ------------------- | ------------------------- | --------- |
| 2006 | Christ Illusion     | Лучший альбом трэш-метала | Победа    |
| 2015 | Repentless          | Лучший видеоклип          | Победа    |